# Titularbistum Flumenzer
Das Bistum Flumenzer (italienisch diocesi di Flumenzer, lateinisch Dioecesis Flumenzeritana) ist ein Titularbistum der römisch-katholischen Kirche.
Es geht zurück auf einen untergegangenen Bischofssitz in der gleichnamigen antiken Stadt, die in der römischen Provinz Mauretania Caesariensis lag. Der Bischofssitz ging vermutlich im 7. Jahrhundert im Zuge der islamischen Expansion unter. 
| Titularbischöfe von Flumenzer |                         |                                                                                         |                   |                 |
| Nr.                           | Name                    | Amt                                                                                     | von               | bis             |
| 1                             | John Neil Cullinane     | Weihbischof in Canberra und Goulburn sowie später Weihbischof in Melbourne (Australien) | 13. Januar 1959   | 13. August 2000 |
| 2                             | William Francis Malooly | Weihbischof in Baltimore (USA)                                                          | 12. Dezember 2000 | 7. Juli 2008    |
| 3                             | Adel Zaky OFM           | Apostolischer Vikar von Alexandria in Ägypten (Ägypten)                                 | 1. September 2009 | 21. Juli 2019   |
| 4                             | Moses Chikwe            | Weihbischof in Owerri (Nigeria)                                                         | 17. Oktober 2019  |                 |